# چانارونگ پرومسریکائو
چانارونگ پرومسریکائو (تایلندی: ชาญณรงค์ พรมศรีแก้ว؛ زادهٔ ۱۷ آوریل ۲۰۰۱) بازیکن فوتبال اهل تایلند است.
از باشگاه‌هایی که در آن بازی کرده‌است می‌توان به باشگاه فوتبال چونبوری اشاره کرد.
وی همچنین در تیم‌های ملی فوتبال زیر ۲۳ سال تایلند، و تایلند بازی کرده‌است.